# Cyphanthera odgersii
Cyphanthera odgersii ist eine Pflanzenart aus der Gattung Cyphanthera in der Familie der Nachtschattengewächse (Solanaceae). 

## Beschreibung
Cyphanthera odgersii ist ein gräulicher, bis 2,5 m hoch werdender Strauch. Seine Zweige sind wollig-filzig behaart, die Behaarung besteht vor allem aus unverzweigten, nicht-drüsigen Trichomen, zwischen denn einige drüsige Trichome stehen. Die Laubblätter sind breit bis schmal eiförmig-elliptisch und nahezu aufsitzend. Sie werden 11 bis 35 mm lang und 7 bis 13 mm breit und sind wollig-filzig behaart.
Die Blütenstände sind dichte Gruppen, die oftmals beblätterte Ähren bilden. Die Blüten stehen an 0,5 bis 2 mm langen Blütenstielen. Der Kelch ist 4 bis 7 mm lang und ist in der unteren Hälfte behaart, darüber wollig behaart. Die Krone ist 5,5 bis 8,5 mm lang und auf der Außenseite spärlich behaart, innen dicht behaart. Sie ist weiß gefärbt und mit purpurnen Streifen versehen. Die Kronlappen sind eiförmig bis breit eiförmig und 1,3 bis 2,5 mm lang. Die Staubblätter sind 1,3 bis 3 mm lang.
Die Frucht ist eine elliptische bis eiförmige Kapsel mit einer Länge von 3 bis 5 mm. Die Samen sind 2,8 bis 3,4 mm lang.

## Verbreitung und Standorte
Die Art ist über ein weites Gebiet im südlichen Western Australia verbreitet, kommt jedoch selten vor. Sie ist auf Sandebenen und Sanddünen zu finden.

## Systematik
Innerhalb der Art werden zwei Unterarten unterschieden:
- Cyphanthera odgersii subsp. odgersii
- Cyphanthera odgersii subsp. occidentalis Haegi

Sie unterscheiden sich in der Form der Laubblätter und der Kronlappen: In der Unterart odgersii sind die Laubblätter ein bis zweimal so lang wie breit und die Kronlappen 2 bis 2,5 mm lang, in der Unterart occidentialis hingegen sind die Laubblätter 2,3- bis 4-mal so lang wie breit, die Kronlappen sind 1,3 bis 1,8 mm lang.

## Nachweise
- R. W. Purdie, D. E. Symon und L. Haegi: Cyphanthera odgersii. In: Solanaceae, Flora of Australia, Band 29, Australian Government Publishing Service, Canberra, 1982. S. 27–28. ISBN 0-642-07015-6.